# Fresno (Kolumbien)
Fresno ist eine Gemeinde (municipio) im Departamento Tolima in Kolumbien. 

## Geographie
Fresno liegt im Norden von Tolima, in der Provinz Norte auf einer Höhe von 1465 m ü. NN. Die Gemeinde grenzt im Norden an Marquetalia im Departamento de Caldas, im Osten an Mariquita, im Süden an Falan, Palocabildo und Casabianca und im Westen an Herveo sowie Manzanares in Caldas.
Fresno wird wegen seiner Lage auch La Calle Real de Colombia (Die königliche Straße Kolumbiens) genannt, da es am Abschnitt der Panamericana zwischen Manizales und Bogotá und gleichzeitig auf dem Weg von der Karibikküste in den Süden des Landes liegt.

## Bevölkerung
Die Gemeinde Fresno hat 29.794 Einwohner, von denen 14.900 im städtischen Teil (cabecera municipal) der Gemeinde leben (Stand: 2019).